# Lutjanus viridis
Lutjanus viridis là một loài cá biển thuộc chi Lutjanus trong họ Cá hồng. Loài này được mô tả lần đầu tiên vào năm 1846.

## Từ nguyên
Tính từ định danh viridis trong tiếng Latinh có nghĩa là "có màu xanh lục", do loài cá này được mô tả và minh họa là có thân màu xanh lục với các sọc xanh lam đậm dọc hai bên lườn (thực ra loài này có màu vàng với các sọc xanh óng).

## Phân bố và môi trường sống
L. viridis có phân bố rộng rãi ở Đông Thái Bình Dương, từ phía nam bán đảo Baja California và cửa vịnh California trải dài về phía nam đến Peru, bao gồm quần đảo Revillagigedo, quần đảo Galápagos, đảo Malpelo, đảo Cocos và Clipperton xa bờ.
L. viridis sống xung quanh các rạn san hô, được tìm thấy ở độ sâu độ sâu ít nhất là 60 m.

## Mô tả
Chiều dài cơ thể lớn nhất được ghi nhận ở L. viridis là 30 cm. Loài này có màu vàng tươi với 5 sọc ngang màu xanh lam óng viền đen, các vây đều màu vàng. Miệng tương đối lớn và dài. Những răng ở phía trước hàm thường to ra giống như răng nanh, mảng răng giữa vòm miệng hình chữ V, không nhô ra sau.
Số gai ở vây lưng: 10; Số tia vây ở vây lưng: 14–15; Số gai ở vây hậu môn: 3; Số tia vây ở vây hậu môn: 8; Số tia vây ở vây ngực: 16–17.

## Sinh thái
L. viridis đôi khi hợp thành đàn lớn vào ban ngày trên các rạn san hô hoặc mỏm đá.

## Giá trị
L. viridis chủ yếu quan trọng đối với nghề đánh bắt thủ công, thường được bán ở dạng tươi sống.